# Józef Rotblat
Józef Rotblat (ou Józef Rotblat) (Łódź, 4 de Novembro de 1908 — Londres, 31 de Agosto de 2005) foi um físico britânico de família judaica de origem polaca.

## Biografia
Józef Rotblat entrou para a Universidade de Liverpool, Inglaterra, como professor adjunto em 1939. Trabalhou com o grupo de cientistas em Los Alamos, Novo México, no Projeto Manhattan (desenvolvimento das bombas atómicas lançadas no Japão). Roblat tinha preocupações éticas. Inicialmente, acreditava que a bomba atômica somente seria utilizada para deter a ameaça alemã. Em 1944, quando descobriu que a Alemanha nazista já não tinha condições de fabricar bombas atômicas e que a arma seria usada para conter a União Soviética, abandonou o projeto e retornou a Liverpool. Depois da guerra, tornou-se cidadão americano e dedicou-se a aplicações pacíficas da física, basicamente em medicina nuclear.
Foi galardoado com o Nobel da Paz em 1995, em conjunto com a organização de luta contra as armas nucleares, a Pugwash, de que foi um dos fundadores.
Em 1957, participou na fundação da Conferência Pugwash sobre a Ciência e Assuntos Internacionais, reunida na povoação canadiana de Pugwash. O movimento nasceu a partir de um manifesto publicado em Londres dois anos antes no qual alguns cientistas de diversas áreas como o físico Albert Einstein, o filósofo e matemático Bertrand Russel e o químico Linus Pauling consideravam que os cientistas devem assumir a responsabilidade das suas investigações, experiências e criações, incluindo a bomba atómica. O manifesto, proposto por Bertrand e Einstein, instava pelo fim das armas nucleares. "Tais armas", dizia o documento, "ameaçavam a continuidade da existência da humanidade". 
Rotblat atuou como secretário-geral da Conferência Pugwash sobre a Ciência e Assuntos Internacionais (sediada em Londres de 1957 a 1973 e como presidente a partir de 1988. Foi membro do Comité da patrocínio da Coordenação internacional para o Decênio da cultura da não-violência e da paz.

## Trabalhos publicados
- Science and World Affairs (1962)
- Pugwash (1967)
- Scientists in the Quest for Peace (1972)
- Scientists, the Arms Race and Disarmament (1982)
- Coexistence, Cooperation and Common Security (1989)
- Building Global Security Through Cooperation (1990)
- Towards a Secure World in the 21st Century (1991)
- A World at the Crossroads (1994)